# Наджабут Али-хан
Сеид Наджабат Али-хан Бахадур, при рождении — Мир Пхулвари, также известен как Сайф уд-Даула (бенг. নজাবত আলী খান; 1750 — 10 марта 1770) — 9-й наваб Бенгалии, Бихара и Ориссы (8 мая 1766 — 10 марта 1770). Он сменил своего младшего брата Наджмуддина Али-хана (ок. 1747—1766), 8-го наваба Бенгалии, Бихара и Ориссы (1765—1766).

## Биография

### Ранняя жизнь
Родился в 1750 году в Муршидабаде. Он был третьим сыном Мир Джафара (1691—1765), наваба Бенгалии (1757—1760, 1763—1765), от Мунни Бегум. 8 мая 1766 года после смерти своего старшего брата, Наджмуддина Али-хана (ок. 1747—1766), 8-го наваба Бенгалии (1765—1766), не оставившего потомства, 17-летний Наджабат Али-хан, более известный как Сайф уд-Даула, унаследовал титул наваба Бенгалии, Бихара и Ориссы. Он правил при регентстве своей матери Мунни Бегум (1720—1813).
19 мая 1766 года был заключен договор, по которому Британская Ост-Индская компания должна была выплатить навабу Бенгалии уменьшенную стипендию в размере 41,86 131 и 9 Анов (₹1=12 Анов), а именно 17,78 854 и 1 Ана для домашнего хозяйства наваба и 24,07277 и 8 Анов для поддержки Низамата.
Наджабат Али-хан Бахадур носил почетные титулы: Сайф-уль-Мульк (Меч страны), Суджа-уд-Даула (Герой государства) и Шахмат Джанг (Стрела на войне).

### Поздние годы
Саиф уд-Даула был официально коронован в форте Муршидабад 22 мая 1766 года, что было подтверждено императором Моголов Шахом Аламом II 27 июня 1766 года. Однако реальная власть перешла к руководителям Британской Ост-Индской компании в Лондоне.

### Смерть и преемственность
В 1770 году, во время Бенгальского голода 1770 года, в Муршидабаде свирепствовала крупная эпидемия оспы, унесшая жизни 63 000 его жителей, одним из которых был сам Наваб Назим Саиф уд-Даула. Он скончался 10 марта 1770 года. Он был похоронен на кладбище Джафаргандж в Муршидабаде. Ему наследовал его сводный брат, Ашраф Али-хан Бахадур, 10-й наваб Бенгалии (1766—1770).